# Julia Wipplinger
Julia Wipplinger, nata Julia Therese Tamsen (Transvaal, 23 ottobre 1923 – Hoedspruit, 15 giugno 1989), è stata una tennista sudafricana attiva dal 1941 al 1954.

## Biografia
Nata nel 1923 nel Transvaal col nome Julia Therese Tamsen, sposò nel 1948 Karl Ludwig Wipplinger.
Durante la sua carriera giunse in finale al doppio al Roland Garros nel 1952 perdendo contro la coppia composta da Doris Hart e Shirley Fry Irvin in due set (7-5, 6-1), la sua compagna nell'occasione era Hazel Redick-Smith. All'Australian Open del 1954 giunse nuovamente in finale con la Hazel Redick-Smith perdendo contro Mary Bevis Hawton e Thelma Coyne Long per 6-3, 8-6.
Nel singolo al Torneo di Wimbledon del 1952 giunse agli ottavi di finale venendo fermata da Doris Hart. Nello stesso anno perse in finale nello Swedish Open con un punteggio di 6-2, 8-6 (la vincente fu Hazel Redick-Smith).